# Корнати (Муртер-Корнати)
Корнати (хорв. Kornati) — населений пункт у Хорватії на острові Корнат, у Шибеницько-Книнській жупанії у складі громади Муртер-Корнати.

## Населення
Населення за даними перепису 2011 року становило 19 осіб.
Динаміка чисельності населення поселення:

## Клімат
Середня річна температура становить 15,57 °C, середня максимальна – 25,33 °C, а середня мінімальна – 4,90 °C. Середня річна кількість опадів – 709 мм.
| Клімат поселення                              | Клімат поселення | Клімат поселення | Клімат поселення | Клімат поселення | Клімат поселення | Клімат поселення | Клімат поселення | Клімат поселення | Клімат поселення | Клімат поселення | Клімат поселення | Клімат поселення | Клімат поселення |
| Показник                                      | Січ.             | Лют.             | Бер.             | Квіт.            | Трав.            | Черв.            | Лип.             | Серп.            | Вер.             | Жовт.            | Лист.            | Груд.            |                  |
| Середній максимум, °C                         | 12,50            | 12,60            | 13,73            | 16,78            | 21,38            | 25,15            | 25,30            | 25,33            | 22,15            | 19,20            | 15,40            | 12,20            |                  |
| Середня температура, °C                       | 8,70             | 8,80             | 9,93             | 12,95            | 17,58            | 21,35            | 23,30            | 23,33            | 20,15            | 17,20            | 13,35            | 10,15            |                  |
| Середній мінімум, °C                          | 4,90             | 5,03             | 6,13             | 9,15             | 13,78            | 17,55            | 21,30            | 21,28            | 18,15            | 15,20            | 11,35            | 8,15             |                  |
| Норма опадів, мм                              | 63               | 53               | 57               | 60               | 48               | 44               | 24               | 41               | 76               | 81               | 86               | 76               |                  |
| Середньомісячна швидкість вітру, м/с          | 3.10             | 3.20             | 3.30             | 3.20             | 2.70             | 2.50             | 2.60             | 2.40             | 2.70             | 2.80             | 3.50             | 3.33             |                  |
| Середньомісячна сонячна радіація, кДж/м²·день | 5263             | 8104             | 11916            | 16759            | 21160            | 23666            | 25161            | 21792            | 16142            | 10411            | 5760             | 4486             |                  |
| --------------------------------------------- | ---------------- | ---------------- | ---------------- | ---------------- | ---------------- | ---------------- | ---------------- | ---------------- | ---------------- | ---------------- | ---------------- | ---------------- | ---------------- |
| Джерело:                                      |                  |                  |                  |                  |                  |                  |                  |                  |                  |                  |                  |                  |                  |